# Gornje Hrasno
Gornje Hrasno je naseljeno mjesto u općini Neum, Federacija BiH, BiH.

## Stanovništvo

### Katolici u Hrasnom 1851.[2]
| Katolici u Hrasnom 1851. |           |           |         |       |                 |
| godina                   | broj sela | broj kuća | odrasli | djeca | broj stanovnika |
| 1851.                    | /         | 156       | /       | /     | 1580            |

### 1991.
Nacionalni sastav stanovništva 1991. godine, bio je sljedeći:
ukupno: 186
- Srbi - 108 (58,06%)
- Hrvati - 73 (39,25%)
- Muslimani - 5 (2,69%)

### 2013.
Nacionalni sastav stanovništva 2013. godine, bio je sljedeći:
ukupno: 53
- Hrvati - 51 (96,23%)
- Bošnjaci - 2 (3,77%)

## Župa Gornje Hrasno
Na najjužnijem dijelu nekadašnje župe Dubrave biskup Anzelmo Katić je 1761. god. uspostavio prvu novu župu pod nazivom župa Hrasno, često zvanom i Rasno, posebno u starijim vremenima. Njenom podjelom 23. prosinca 1921. utemeljena je župa Gornje Hrasno pod titulom Krista Kralja. Prvi župnik don Mitar Papac predlagao je prirodniju raspodjelu sela između dviju novonastalih hrašanjskih župa te tražio da joj pripadnu i neka sela koja su pripadala župi Stolac. Dobrim dijelom zbog nerazumijevanja među stanovništvom, Ordinarijat je župu privremeno ukinuo već sljedeće godine, i predao je na upravljanje župniku Donjeg Hrasna, ali je obnovio već 1936. Nakon što su četnici ubili tadašnjeg župnika don Antu Bakulu u svibnju 1942., župa je praktično prestala postojati, nakon čega su njom upravljali župnici župe Donje Hrasno.

## Znamenitosti
- crkva sv. Nikole, bivša župna crkva župe Gornje Hrasno

### Nekropola Podgradinje
Nalazi se u podnožju pretpovijesne gradine, po kojoj je i nazvana, južno i jugoistočno od središta Gornjeg Hrasna, uz pravoslavno groblje. Što unutra, što van groblja, na lokalitetu je 90 stećaka, od čega 21 ploča, 58 sanduka i 11 sljemenjaka te još jedan križ s pločom i natpisom na njoj, većina orijentirana u smjeru zapad-istok. Uz spomenuti križ, još su tri stećka s natpisima, a trinaest ih je ukrašenih tordiranim trakama, viticama, štitovima s mačem i arkadama, a neki su s jedinstvenim ili rijetkim motivima kao što je scena lova na medvjeda te scena viteza i lava. Materijal od kojeg su izrađeni tvrđi je vapnenac iz dva kamenoloma udaljenih 200 do 300 metara jugoistočno i jugozapadno od nekropole. Kao i ostale nekropole na području Gornjeg Hrasna (Međugorje u Glumini te Toplica (Lokva) u Vininama), i ova je nekropola pretežno datirana u 15. stoljeće.

## Vanjske poveznice
- Satelitska snimka  Arhivirana inačica izvorne stranice od 18. veljače 2021. (Wayback Machine)